# Silvio Sircana
Silvio Emilio Sircana (Torino, 12 giugno 1951) è un politico e dirigente d'azienda italiano.

## Biografia
Diplomato con maturità classica, lavora come dirigente d'azienda e per lungo tempo alle pubbliche relazioni delle Ferrovie dello Stato.
È stretto collaboratore dell'economista Romano Prodi dal 1993, per cui ha fatto capo ufficio stampa all'IRI, organizzato la sua campagna elettorale alle elezioni politiche del 1996 e da suo portavoce dal 2004.
Alle elezioni politiche del 2006 viene candidato alla Camera dei deputati, nella circoscrizione Piemonte 1 per le liste dell'Ulivo (lista che univa principalmente i Democratici di Sinistra e La Margherita), ed eletto deputato nella XV legislatura.
Nel febbraio 2007, a seguito delle difficoltà affrontate dal Governo Prodi II, col fine di compattare tutte le forze di maggioranza, viene nominato tramite decreto del Presidente del Consiglio dei ministri "portavoce unico" del Consiglio dei ministri.
Alle elezioni politiche del 2008 è stato candidato al Senato della Repubblica, tra le liste del Partito Democratico nella circoscrizione Campania, dove viene eletto. Nella XVI legislatura della Repubblica è componente della 4ª Commissione Difesa, della 8ª Commissione Lavori pubblici, comunicazioni, della 14ª Commissione Politiche dell'Unione europea, del Comitato parlamentare Schengen, Europol e immigrazione e infine membro sostituto del Comitato parlamentare per i procedimenti di accusa.
In seguito è stato consulente senior di una società di comunicazione, la Twister Communications Group.

## Controversie
A marzo del 2007 è coinvolto in un breve scandalo mediatico a seguito di un'intercettazione telefonica, nell'ambito dell'inchiesta Vallettopoli, in cui un fotografo allude ad una fotografia compromettente su di lui, intento a scambiare due parole dall'auto con una prostituta transessuale per poi allontanarsi solo. Appurato che gli scatti esistevano davvero, il Garante della Privacy ne vietò la pubblicazione, ma successivamente fu lo stesso Silvio Sircana a chiederne la pubblicazione per fugare le polemiche. Le fotografie erano state acquistate, mai pubblicate, da Pino Belleri, direttore della rivista Oggi, per 100.000 euro, ma vennero pubblicate invece da diversi quotidiani, che le presero dagli atti pubblici dell'inchiesta.